# Rohrbach (Berne)
Pour les articles homonymes, voir Rohrbach.
Rohrbach  est une commune suisse du canton de Berne, située dans l'arrondissement administratif de Haute-Argovie.

Photo aérienne prise à 400 m par Walter Mittelholzer (1922)

## Villes et villages voisins
(classés par distance)
- Kleindietwil 1,8 km
- Auswil 1,9 km
- Rohrbachgraben 2,2 km
- Madiswil 3,3 km
- Ursenbach 3,5 km
- Huttwil 3,8 km
- Leimiswil 3,8 km
- Reisiswil 4,1 km
- Walterswil 4,4 km
- Gondiswil 4,5 km
- Rütschelen 5,3 km
- Oeschenbach 5,5 km